# Bteghrîne
Bteghrîne är en ort i Libanon.   Den ligger i guvernementet Libanonberget, i den centrala delen av landet, 24 kilometer öster om huvudstaden Beirut. Bteghrîne ligger 976 meter över havet och antalet invånare är 12 000.
Terrängen runt Bteghrîne är kuperad åt sydväst, men åt nordost är den bergig. Terrängen runt Bteghrîne sluttar västerut. Runt Bteghrîne är det mycket tätbefolkat, med 2 345 invånare per kvadratkilometer.. Närmaste större samhälle är Jounieh, 12,8 kilometer väster om Bteghrîne. 